# Büttelei Hagenbach
Die Büttelei Hagenbach war im Mittelalter und in der frühen Neuzeit ein historischer Verwaltungsbezirk im Süden der heutigen Pfalz.

## Umfang
Zur Büttelei Hagenbach gehörten die Dörfer Hagenbach und Dreimühlen (Drimühlen).

## Geschichte
Die „Büttelei“ entsprach in ihrer Funktion einem kleinen Amt.
Bei den beiden Teilungen der Herrschaft Lichtenberg, die um 1330 und im Jahr 1335 stattfanden, wird die Büttelei als Bestandteil dieser Herrschaft genannt. Sie wird dabei dem Landesteil der „mittleren Linie“, den Nachkommen Ludwigs III. von Lichtenberg, zugewiesen. Eine Besonderheit ist, dass die Büttelei zwar ganz, das Dorf Hagenbach aber nur zur Hälfte zur Herrschaft Lichtenberg gehörten und die Lichtenberger in Dreimühlen eventuell nur einzelne Rechte besaßen.
1396 war die Büttelei dann Teil des Pfandes, das die Mitgift anlässlich der Heirat von Adelheid von Lichtenberg, Tochter von Johann IV. von Lichtenberg, mit Johann von Finstingen, sicherte. Dieses Pfand wurde erst unter den Nachfolgern der Lichtenberger, den Grafen von Hanau-Lichtenberg, 1544 wieder ausgelöst.